# Hemipilia henryi
Hemipilia henryi là một endangered species của thực vật thuộc họ Orchidaceae đặc hữu của the tỉnh Hồ Bắc của Trung Quốc.